# Air One Nine
Air One Nine is een Libische luchtvaartmaatschappij met haar thuisbasis in Tripoli.

## Geschiedenis
Air One Nine is opgericht in 2004 door One Nine Petroleum.

## Bestemmingen
Air One Nine voert lijnvluchten uit naar:(juli 2007)
- Beida, Tobroek, Tripoli.

## Vloot
De vloot van Air One Nine bestaat uit:(september 2007)
- 2 Douglas DC-9-30
- 1 Fokker F28-4000